# September Morn
"September Morn" is een nummer van de Amerikaanse zanger Neil Diamond. Het nummer verscheen op zijn gelijknamige album uit 1979. In december van dat jaar werd het nummer uitgebracht als de eerste single van het album.

## Achtergrond
"September Morn" is geschreven door Diamond en Gilbert Bécaud. Oorspronkelijk was het een Frans nummer onder de titel "C'est en septembre", dat in 1978 verscheen op Bécauds titelloze album. Een jaar later verscheen het nummer als de titeltrack van een album van Diamond. De twee songwriters zouden later vaker samenwerken, waaronder op de soundtrack van de film The Jazz Singer uit 1980, waarin Diamond de hoofdrol speelde.
In "September Morn" zingt Diamond over een koppel dat recentelijk terug bij elkaar is gekomen nadat zij uit elkaar zijn geweest. De man herinnert zich het gevoel dat hij kreeg toen ze dansten tot de ochtend kwam, wat hij nog steeds krijgt op ochtenden in september. Het nummer is vertaald naar veel andere talen. Zo kent het nummer drie Nederlandstalige versies onder de titels "Zo af en toe" (Will Ferdy), "Na de zomer" (Koen Crucke) en "September dauw" (John Terra). Daarnaast schreef Bécaud ook een Duitstalige versie genaamd "Zwei weiße Wolken" en een Spaanstalige versie genaamd "Septiembre amor".
"September Morn" werd uitgebracht als de eerste single van het gelijknamige album en werd een hit in een aantal landen. In zowel de Verenigde Staten als het Verenigd Koninkrijk kwam het tot de zeventiende plaats. In Canada werd de vijftiende plaats behaald, terwijl in Australië en Nieuw-Zeeland respectievelijk plaats 23 en 19 werden gehaald. In Nederland en Vlaanderen bereikte het nummer geen hitlijsten.

## Hitnoteringen

### NPO Radio 2 Top 2000
| Nummer met noteringen in de NPO Radio 2 Top 2000 | '99 | '00  | '01 | '02  | '03  | '04  | '05  | '06 | '07  | '08 | '09  | '10  | '11  | '12  | '13  | '14  | '15  | '16  | '17  | '18  | '19  | '20  | '21  | '22  | '23  | '24  |
| ------------------------------------------------ | --- | ---- | --- | ---- | ---- | ---- | ---- | --- | ---- | --- | ---- | ---- | ---- | ---- | ---- | ---- | ---- | ---- | ---- | ---- | ---- | ---- | ---- | ---- | ---- | ---- |
| September Morn                                   | 860 | 1007 | 783 | 1077 | 1032 | 1135 | 1223 | 787 | 1052 | 963 | 1110 | 1160 | 1116 | 1353 | 1230 | 1144 | 1557 | 1451 | 1407 | 1240 | 1030 | 1084 | 1161 | 1173 | 1166 | 1246 |

1. ↑  Een vetgedrukt getal geeft de hoogste notering aan.

### Evergreen Top 1000
| Evergreen Top 1000 | Evergreen Top 1000 | Evergreen Top 1000 | Evergreen Top 1000 | Evergreen Top 1000 | Evergreen Top 1000 | Evergreen Top 1000 | Evergreen Top 1000 | Evergreen Top 1000 | Evergreen Top 1000 | Evergreen Top 1000 | Evergreen Top 1000 | Evergreen Top 1000 | Evergreen Top 1000 | Evergreen Top 1000 | Evergreen Top 1000 | Evergreen Top 1000 |
| Jaar               | 2008               | 2009               | 2010               | 2011               | 2012               | 2013               | 2014               | 2015               | 2016               | 2017               | 2018               | 2019               | 2020               | 2021               | 2022               | 2023               |
| ------------------ | ------------------ | ------------------ | ------------------ | ------------------ | ------------------ | ------------------ | ------------------ | ------------------ | ------------------ | ------------------ | ------------------ | ------------------ | ------------------ | ------------------ | ------------------ | ------------------ |
| Positie            | 844                | 829                | 818                | 901                | 432                | -                  | -                  | 860                | 601                | 163                | 272                | 257                | 231                | 178                | 245                | 265                |